# Choeradodis rhomboidea
Choeradodis rhomboidea es una especie de mantis de la familia Mantidae.

## Distribución geográfica
Se encuentra en Bolivia, Brasil, Guayana Francesa y  Surinam.